# Ophion hokkaidonis
Ophion hokkaidonis är en stekelart som beskrevs av Tohru Uchida 1928. Ophion hokkaidonis ingår i släktet Ophion och familjen brokparasitsteklar. Inga underarter finns listade i Catalogue of Life.